# ロベール・ド・ボードリクール
ロベール・ド・ボードリクール（フランス語: Robert de Baudricourt, 1400年頃 - 1454年）は、百年戦争期のフランスの貴族・軍人。ジャンヌ・ダルクが故郷を離れた直後に面会した人物として知られている。
1420年からフランス東部・シャンパーニュに属するマース川流域の町ヴォークルールに居住し守備隊長となり、バル公ルイ1世の養子でロレーヌ公シャルル2世の娘イザベルの夫ルネ・ダンジューの顧問官も務めていたため、ルネと母ヨランド・ダラゴンを含むアルマニャック派と親密だった。ヴォークルールから西にあるマルヌ川流域の町ショーモンの代官ジャン・ドーノワの甥でもあり、1423年（1415年とも）には伯父の代理もこなしていた。
周辺の町がほとんどイングランドおよびブルゴーニュ派に従う中、アルマニャック派に与してイングランドに反抗、1424年にイングランドの摂政ベッドフォード公ジョンに所領を没収されたが、翌1425年に結婚を通してルネへ接近し抵抗を続けた。1428年6月に業を煮やしたベッドフォード公の命令で、シャンパーニュ代官が手勢を率いてヴォークルールを攻撃したが、籠城して7月中に持ちこたえ同月末にイングランドと和睦、今後反抗しないことを条件に中立を保ちシャンパーニュ勢を撤退させた。
この時期にジャンヌ・ダルクが故郷ドンレミから北へ向かい、ヴォークルールに辿り着いてボードリクールと会ったが、それがいつなのかはっきりとしておらず、1428年春か翌1429年1月、あるいは1428年5月か諸説あり定かでない。ジャンヌと面会したボードリクールは神のお告げを聞きシノンにいるシャルル王太子（後のシャルル7世）に会いたいという彼女の言葉を信用せず、家へ帰れと叱り追い返した。しかし、1429年1月にジャンヌが再び訪れた時、ジャンヌの身辺調査を行ったり、ルネやヨランドと相談してジャンヌの身支度を整えた上で、2月下旬にジャンヌをヴォークルールから送り出した。ボードリクールが態度を変えた理由は、ジャンヌに興味を抱き何か役に立つと思い、ヨランドも話に乗ったことからジャンヌの旅立ちを後押ししたと推定される。
ジャンヌとの出会いからのボードリクールの行動は不明で、1431年7月2日にルネに従いイングランド軍と戦ったがビュルネヴィルの戦いで敗北、ルネが捕らえられ自身は逃亡する羽目になったことのみが判明している。以後の動向も明らかでない。